# Jagdstaffel 25
A Jagdstaffel 25, conhecida também por Jasta 25, foi um esquadra de aeronaves da Luftstreitkräfte, o braço aéreo das forças armadas alemãs durante a Primeira Guerra Mundial. A sua primeira vitória aérea ocorreu a 10 de Dezembro de 1916 e a primeira baixa a 18 de Fevereiro de 1917. No total, a esquadra abateu 54 aeroanves inimigas. O maior ás da Jasta 25 foi Gerhard Fieseler, que mais tarde fundaria uma empresa de aviação com o seu nome, a Gerhard Fieseler Werke, que se tornaria dos principais construtores de aeronaves acrobáticas e aeronaves militares alemãs da Segunda Guerra Mundial.

## Aeronaves
- Albatros D.III
- Halberstadt D.II
- Roland D.II